# Bogdása
Bogdása là một thị trấn thuộc hạt Baranya, Hungary. Thị trấn này có diện tích 20,99 km², dân số năm 2010 là 295 người, mật độ 14 người/km².